# Georgiana Drew
Georgiana Emma Drew (11 de julio de 1856 – 2 de julio de 1893), a.k.a Georgie Drew Barrymore, fue una actriz de teatro y comediante estadounidense y miembro de la familia de actores Barrymore.

## Vida y carrera
Georgiana Drew nació en Filadelfia, Pensilvania. Su familia — padres John Drew (1827-1862), y Louisa Lane Drew (1820-1897), hermanos John Drew, Jr. y Sidney, y su hermana Louisa (fallecida en 1888) fueron actores. Hizo su debut teatral en 1872 en The Ladies' Rattle. Siguió a John Jr. en la ciudad de Nueva York, donde actuó en muchos éxitos de Broadway, como Pique y As You Like It. En Pique conoció a un joven licenciado por la Universidad de Oxford y actor inglés (nacido en Amritsar, Punyab de la India británica en el Imperio británico), Maurice Barrymore (su nombre artístico adoptivo, nacido Herbert Arthur Chamberlayne Blyth, 1849-1905), de entonces 26 años, con quien se casó el 31 de diciembre de 1876. Posteriormente tuvieron tres hijos (dos varones y una niña), todos ellos famosas estrellas de cine, radio y televisión: Lionel (1878-1954), Ethel (1879-1959) y John Barrymore (1882-1942). También es bisabuela y tocaya parcial de la popular actriz de cine y televisión Drew Barrymore.
Según un reportaje de 2004 de A&E Biography, el matrimonio, feliz al principio, se volvió difícil porque Maurice tuvo numerosas aventuras. Georgie llegó a pedir el divorcio, pero se reconciliaron. Maurice le pidió que fuera de gira con él y Helena Modjeska en una obra que había escrito. Al enterarse de que él y Helena habían reanudado su romance, Georgie, a quien Maurice había cedido la propiedad de la obra, la cerró. El esposo de Helena, su productor, la demandó. La verdadera razón de las acciones de Georgie nunca llegó a la prensa.
En 1890, tuvo un gran éxito en The Senator, coprotagonizada por William H. Crane y, en 1891, como una de las dos viudas de Mr. Wilkinson's Widows. Su carrera en el teatro estaba dirigida por un joven productor llamado Charles Frohman. Frohman desempeñaría un papel importante en la dirección de las primeras carreras de sus tres hijos, así como de su hermano John Drew.
En diciembre de 1891, una enfermedad la obligó a abandonar los escenarios. En 1893 viajó al oeste con Ethel para someterse a una supuesta cura contra la tuberculosis. Resultó ser infructuoso; Murió unas semanas después en Santa Bárbara, California. Al parecer, sus últimas palabras, que repetía una y otra vez, fueron: "Oh, mis pobres hijos! Qué será de ellos?", según contó Ethel años más tarde, cuando ambas viajaban en el vapor rumbo a Panamá, y según relató a su hijo John, en la década de 1920, una anciana que se había alojado en la misma pensión de Santa Bárbara que Georgie y Ethel. Ethel, de 13 años, fue responsable de que los restos de su madre regresaran a Filadelfia para ser enterrados por la Sra. Drew y Maurice, que se reunieron con el tren de Ethel en Chicago. En 1893, este viaje de costa a costa habría durado una semana.
Barrymore murió el 2 de julio de 1893, nueve días antes de cumplir 37 años. Originalmente fue enterrada en el Glenwood Cemetery, pero volvió a ser enterrada en el Mount Vernon Cemetery, en Filadelfia.